# Саджалка

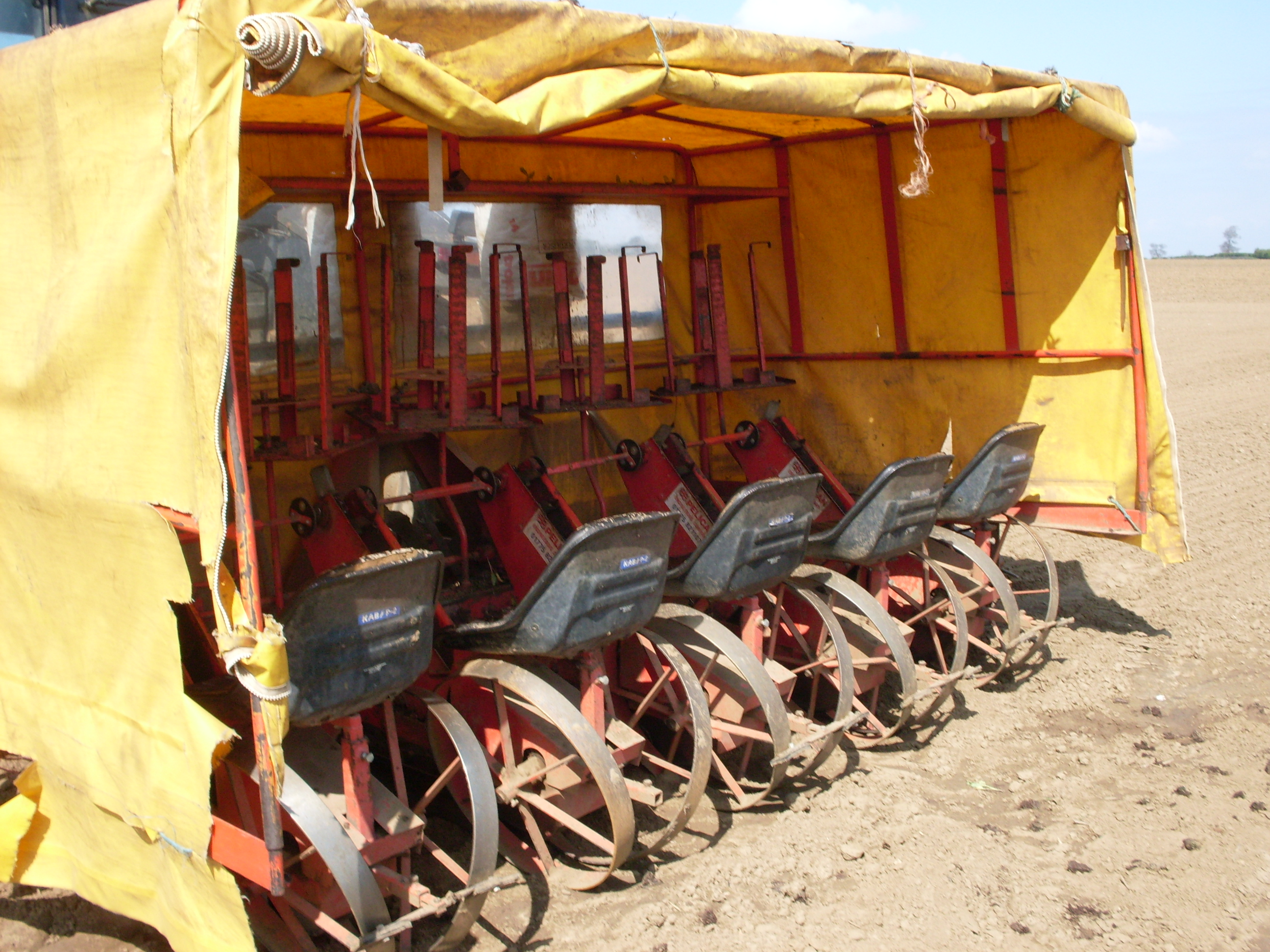
П'ятирядова саджалка

Саджа́лка — сільськогосподарська машина або знаряддя для механічного садіння бульбових (наприклад, картоплі) чи цибулинних рослин (наприклад, тюльпанів), розсади (капусти, селери, тютюну, рису), сіянців дерев.
Саджалки споряджаються сошниками, якими виконуються борозни в ґрунті, і пристроями, що здійснюють засипання висаджуваного матеріалу.